# Thaining
Thaining er en kommune i Landkreis Landsberg am Lech, Regierungsbezirk Oberbayern i den tyske delstat Bayern. Den er en del af Verwaltungsgemeinschaft Reichling.

## Geografi
Thaining ligger i Region München, cirka 15 km vest for Ammersee.
Ud over Thaining, er der i kommunen kun bebyggelsen Ziegelstadl.